# Zoetermeer

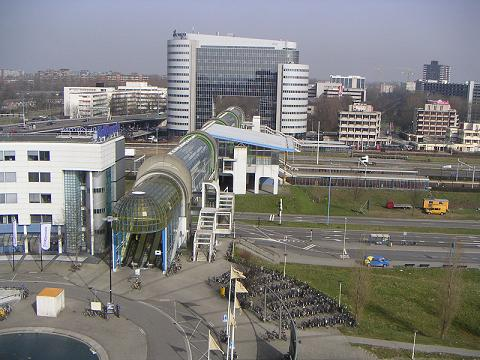
Estación de Zoetermeer y el puente Nelson Mandela, sobre la autovía A12.

Zoetermeer (pronunciaciónⓘ) es una ciudad y un municipio de la provincia de Holanda Meridional, en los Países Bajos. Se le considera una ciudad de facto, ya que oficialmente nunca obtuvo ese estatus, y es, tras Róterdam y La Haya, la tercera ciudad de la provincia por su tamaño, tras superar, en enero de 2007, a Dordrecht. El significado literal del nombre es "lago (de agua) dulce".[cita requerida]

## Historia

### Soetermeer y Zegwaard
Se cree que los primeros pobladores de Zoetermeer se establecieron en una explotación de turba en la zona hacia el año 1000, en la pantanosa orilla del lago Soetermeer (que fue desecado en el siglo XVII). La explotación de turba se llevaba a cabo construyendo canales para evacuar el agua.
En el siglo XIII se amplía la población, concentrándose en la actual localización de la Dorpstraat (calle Mayor). La turba seguía extrayéndose, incluso de debajo del agua mediante el dragado. También se vendía a otras ciudades como combustible. El lago Soetermeer se desecó en 1616. A causa de la extracción de turba y de la contracción del terreno desecado, grandes áreas de Zoetermeer acabaron encontrándose por debajo del nivel del mar. Algunas zonas (como la calle Mayor), en cambio, permanecen más altas porque en su zona no se extrajo turba). Los canales y estanques en las cercanías de la calle Mayor tienen como misión mantener el nivel de agua subterránea, para evitar que los postes de madera usados como cimientos en los viejos edificios de la zona se pudran, y para evitar que la tierra siga mermando y hundiéndose por desecación.
El canal Leidsewallenwetering, que atraviesa los barrios de Dorp y Seghwaert, recuerda aún los orígenes de explotación de turba de la ciudad: fue excavado para evacuar el agua del pólder de Zoetermeer hacia el norte (hacia Leiden). A través de un segundo canal, el Delftsewallenwetering, se evacuaba el agua hacia el sur (hacia Delft). Los dos canales, unidos, formaban una ruta navegable que era usada para el transporte de mercancías.
Junto a la Oude Kerk (Iglesia Vieja) existía (en lo que hoy es un cruce) un puente sobre la ruta navegable de Leiden a Delft. Estos canales constituían, además, la separación entre los núcleos de Soetermeer (oeste) y Zegwaard (este). Soetermeer era notablemente más próspera, pero ambas poblaciones tenían su propio ayuntamiento, curiosamente en la misma calle. La ruta de La Haya a Gouda atravesaba la calle Mayor, en la que se encontraban albergues para los mercaderes.
Soetermeer obtuvo acceso a la red de ferrocarril en 1868, lo que impulsó el crecimiento de Soetermeer y Zegwaard. La Molenweg (calle del Molino) se rebautizó como Stationsstraat (calle de la Estación) cuando se inauguró la Estación Soetermeer-Zegwaard. Muchos productores de mantequilla se asentaron en Soetermeer y, además de mantequilla, la ciudad producía diversos productos lácteos y margarina.

### Batalla de Zoetermeer (Asedio de Leiden)
Zoetermeer jugó un papel importante en la guerra de los Ochenta Años. El 17 de septiembre de 1574 tuvo lugar la batalla de Zoetermeer (si bien no era Zoetermeer el objeto de la batalla). Las tropas españolas, al mando de Francisco de Valdés, no pudieron impedir que las tropas rebeldes destruyesen los diques necesarios para inundar la zona, contribuyendo a la derrota de los tercios españoles, y permitiendo a los rebeldes llevar alimentos a la sitiada ciudad de Leiden.

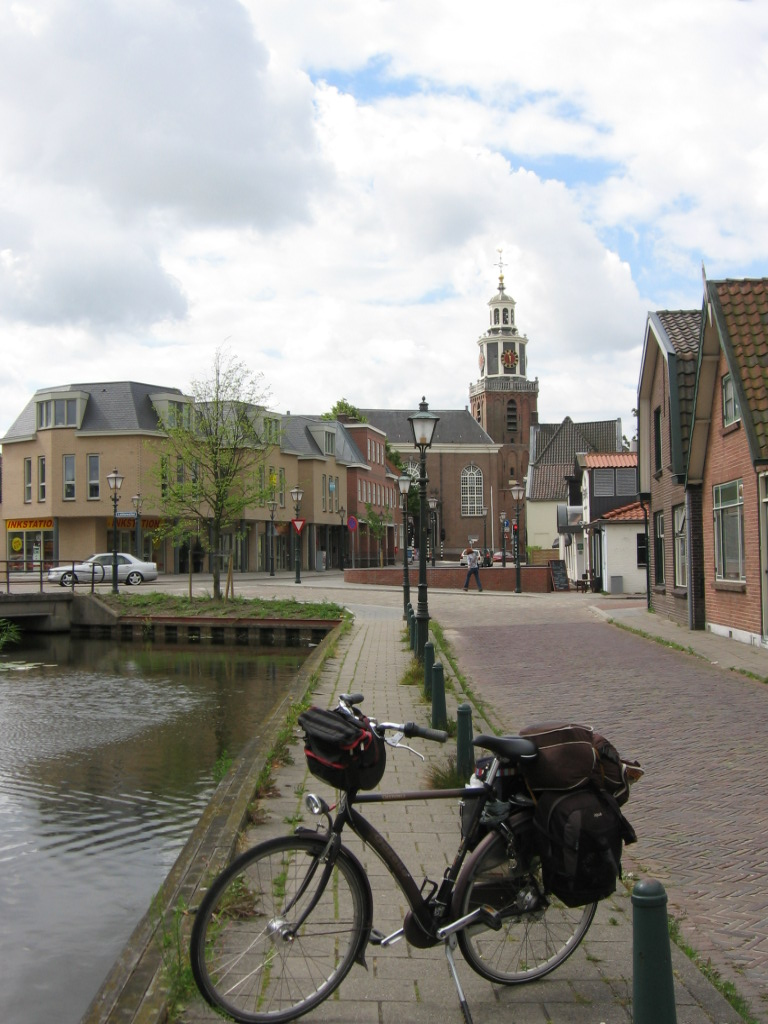
El casco antiguo de la ciudad, en el centro la iglesia, con la Torre del Reloj, construida en el

### Época contemporánea
El actual municipio de Zoetermeer (ya escrito con zeta) nace el 1 de mayo de 1935, a partir de la fusión de los municipios de Zegwaard y Soetermeer (entonces todavía escrito con ese).
La escasez de espacio en La Haya impulsó Zoetermeer como zona de crecimiento poblacional. Se planeaba que Zoetermeer alcanzara los 30.000 habitantes. El diseño urbanístico se desarrolló ordenadamente, con mucho espacio libre y grandes zonas verdes. También se creó un sistema de transporte ferroviario único, la Zoetermeer Stadslijn, comparable al RER de París, o la S-Bahn de Berlín). Cada parada está situada en el centro de un barrio residencial, y alrededor de cada estación se sitúan las principales infraestructuras del barrio y los centros comerciales. De esta manera se pretende que cada barrio sea más o menos logísticamente autónomo. La Zoetermeer Stadslijn se reformó en 2006-2007 y se convirtió en una línea de tren ligero, RandstadRail.
Uno de los problemas de esta joven ciudad era el trabajo: muchos habitantes tenían (y tienen) su trabajo en La Haya. Para promover la creación de trabajo local, se trasladó el Ministerio de Educación, Cultura y Ciencia de La Haya a Zoetermeer. El edificio, junto a la Avenida de Europa, fue durante años el mayor edificio de Europa en cuanto a superficie, y alojaba 15 000 puestos de trabajo.
A partir de ese momento se inició un periodo de crecimiento explosivo. En 1962 Zoetermeer era un ayuntamiento rural con poco más de 10 000 habitantes. En 1991 había alcanzado los 100 000 habitantes. Nuevos barrios como Seghwaert y Buytenwegh-De Leyens nacieron y crecieron a gran velocidad. Aunque los planes urbanísticos no contemplaban un crecimiento mayor de la ciudad, en 1985 se iniciaron las obras del nuevo barrio Noordhove. 
Mientras los barrios residenciales crecían velozmente, en Zoetermeer no existía un "centro de ciudad" clásico. En 1985 se inició la construcción del Stadshart, el nuevo centro comercial de la ciudad, con una estación al nivel del suelo, una calle de tiendas un nivel por encima, y tiendas, viviendas y oficinas por encima de ésta. La idea era crear una calle comercial compacta y peatonal, pero fácil de alcanzar tanto con el coche como con el transporte público. Este centro comercial ha venido construyéndose en fases, la sexta y última de las cuales, llamada Cadenza, se inicia a finales de 2007.
Se estima que Zoetermeer contará con 130.000 habitantes en 2010.

## Política

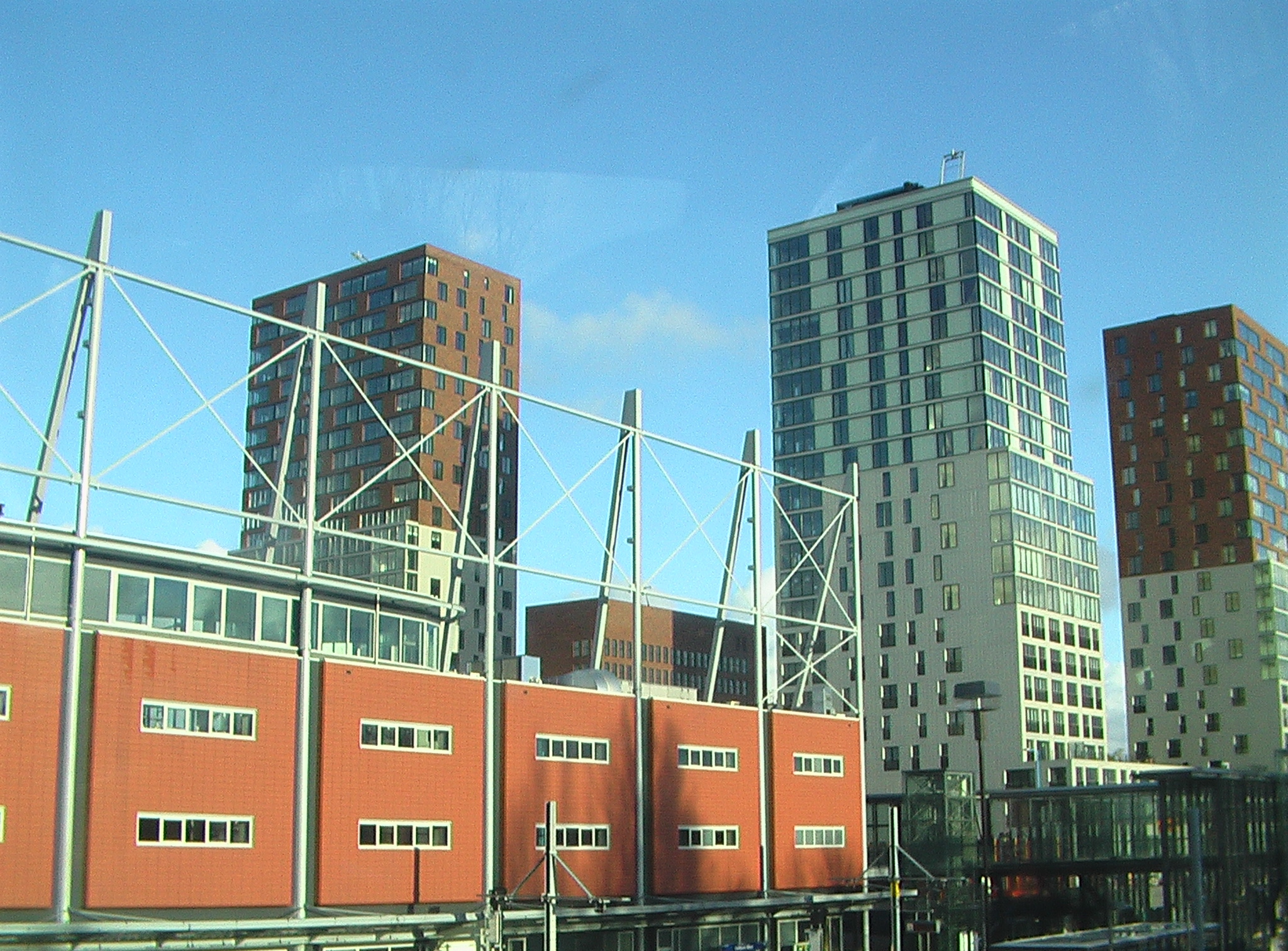
Centro comercial Spazio

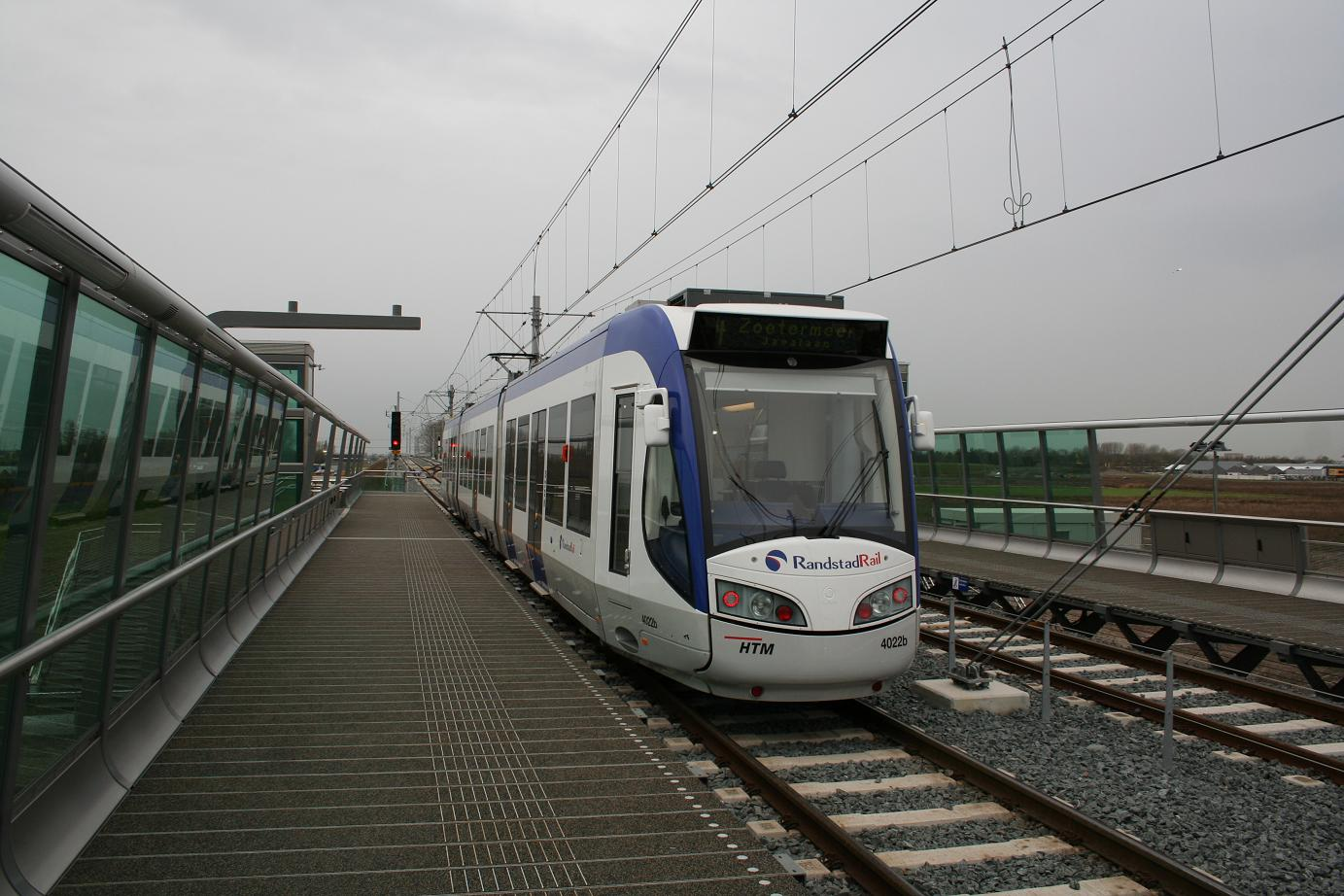
Tren ligero de RandstadRail (antigua Zoetermeer Stadslijn), en la estación Javalaan.

Desde 2012 el alcalde de Zoetermeer es Charlie Aptroot, de la VVD.

## Zoetermeer y las nuevas tecnologías
Zoetermeer cuenta con muchas empresas del ámbito de las TIC, y el ayuntamiento promueve activamente la actividad empresarial en esta área. Zoetermeer tiene buenas infraestructuras, y fue una de las primeras ciudades de los Países Bajos en contar con una red de fibra óptica propia. Además, un porcentaje relativamente elevado de la población de Zoetermeer cuenta con estudios superiores. El Ayuntamiento invierte grandes cantidades en ordenadores y equipos multimedia para las escuelas. La gran cantidad de especialistas en tecnologías de la información y la comunicación le han valido a la ciudad los motes jocosos de Nerd-City y Silicon-Valley de la A12 (por la autopista A12).
En marzo de 2007 Zoetermeer se convirtió en el primer municipio holandés con un ayuntamiento propio en el mundo virtual de Second Life. A través de Internet se puede descargar también el juego "Virtual Zoetermeer", similar al conocido juego SimCity. También se ha creado un juego basado en el antiguo castillo Palenstein, en el que se recrea la vida de Zoetermeer en la Edad Media, y que puede descargarse aquí.
Otras organizaciones con sede en Zoetermeer incluyen importantes aseguradoras, sindicatos, etc. Esto refleja el carácter de la ciudad de ofrecer servicios de ámbito nacional.

## Lugares y monumentos de interés turístico
- La Oude Kerk (Iglesia Vieja)
- El molino De Hoop

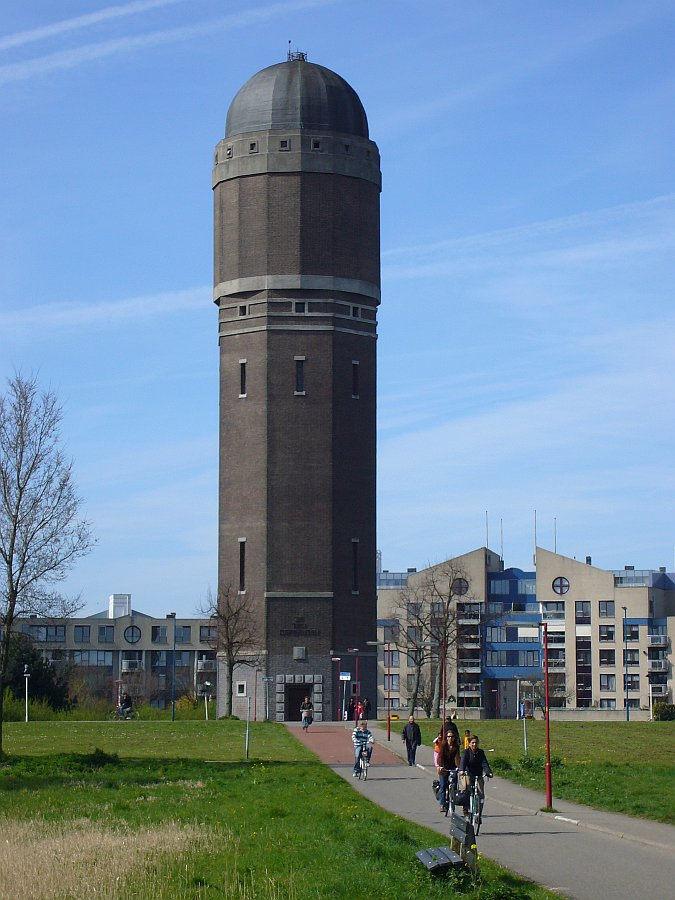
El depósito de agua De Tien Gemeenten

- Museo Municipal de Zoetermeer, Stadsmuseum Zoetermeer
- El depósito de agua De Tien Gemeenten (Los Diez Municipios)
- El puente Nelson Mandela
- El puente Balij
- El templo de La Haya, de la iglesia mormona

## Curiosidades
En el juego Mechwarrior 2, uno de los planetas en los que se combate durante las campañas se denomina Zoetermeer. En el caso del clan Jade Falcon, se debe destruir una nave de transporte que se encuentra en proceso de reparación, mientras que en el caso del clan del Lobo se debe inspeccionar un convertidor de poder en el centro de una ciudad, y si está activo, se debe destruir.

## Ciudades hermanadas
- Nitra ( Eslovaquia)
- Jinotega ( Nicaragua)